# 로마 게토

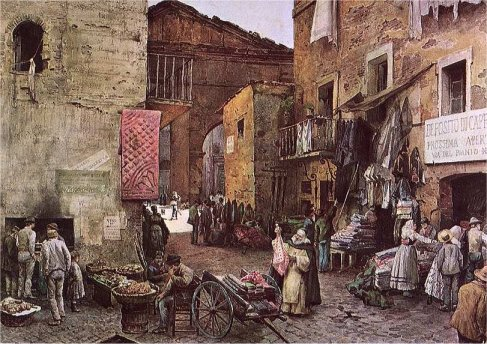

로마 게토(Ghetto of Rome) 또는 로만 게토(Roman Ghetto, 이탈리아어: Ghetto di Roma)는 1555년 이탈리아 로마의 리오네 산탄젤로에 설립된 유대인 게토로, 테베레강 및 마셀러스 극장과 가까운, 현재의 비아 델 포르티코 도타비아, 룬고테베레 데이 첸치, 비아 델 프로그레소(Via del Progresso) 및 비아 디 산타 마리아 델 피안토(Via di Santa Maria del Pianto)로 둘러싸여 있다. 1808년부터 1815년까지의 나폴레옹 보나파르트 치하와 1798~99년, 1849년의 로마 공화국 치하의 짧은 기간을 제외하고, 로마의 게토는 1870년 로마가 함락될 때까지 교황권의 통제를 받았다.